# Saint-Saviol
Saint-Saviol és un municipi francès situat al departament de la Viena i a la regió de la Nova Aquitània. L'any 2007 tenia 453 habitants.

## Demografia

### Població
El 2007 la població de fet de Saint-Saviol era de 453 persones. Hi havia 204 famílies de les quals 56 eren unipersonals (16 homes vivint sols i 40 dones vivint soles), 88 parelles sense fills, 48 parelles amb fills i 12 famílies monoparentals amb fills.
La població ha evolucionat segons el següent gràfic:
Habitants censats

### Habitatges
El 2007 hi havia 269 habitatges, 207 eren l'habitatge principal de la família, 42 eren segones residències i 19 estaven desocupats. 264 eren cases i 5 eren apartaments. Dels 207 habitatges principals, 170 estaven ocupats pels seus propietaris, 31 estaven llogats i ocupats pels llogaters i 7 estaven cedits a títol gratuït; 1 tenia una cambra, 8 en tenien dues, 31 en tenien tres, 57 en tenien quatre i 111 en tenien cinc o més. 150 habitatges disposaven pel capbaix d'una plaça de pàrquing. A 98 habitatges hi havia un automòbil i a 90 n'hi havia dos o més.

### Piràmide de població
La piràmide de població per edats i sexe el 2009 era:
| Homes | Edats   | Dones |
| ----- | ------- | ----- |
| 0     | 95 o +  | 0     |
| 0     | 90 a 94 | 0     |
| 0     | 85 a 89 | 4     |
| 0     | 80 a 84 | 8     |
| 28    | 75 a 79 | 16    |
| 8     | 70 a 74 | 20    |
| 20    | 65 a 69 | 20    |
| 8     | 60 a 64 | 16    |
| 24    | 55 a 59 | 16    |
| 16    | 50 a 54 | 16    |
| 32    | 45 a 49 | 12    |
| 8     | 40 a 44 | 24    |
| 24    | 35 a 39 | 0     |
| 8     | 30 a 34 | 20    |
| 12    | 25 a 29 | 0     |
| 8     | 20 a 24 | 4     |
| 16    | 15 a 19 | 16    |
| 28    | 10 a 14 | 0     |
| 12    | 5 a 9   | 12    |
| 4     | 0 a 4   | 8     |

## Economia
El 2007 la població en edat de treballar era de 288 persones, 193 eren actives i 95 eren inactives. De les 193 persones actives 179 estaven ocupades (101 homes i 78 dones) i 14 estaven aturades (5 homes i 9 dones). De les 95 persones inactives 45 estaven jubilades, 13 estaven estudiant i 37 estaven classificades com a «altres inactius».

### Ingressos
El 2009 a Saint-Saviol hi havia 222 unitats fiscals que integraven 495,5 persones, la mediana anual d'ingressos fiscals per persona era de 15.284 €.

### Activitats econòmiques
Dels 24 establiments que hi havia el 2007, 2 eren d'empreses extractives, 1 d'una empresa alimentària, 2 d'empreses de fabricació d'altres productes industrials, 5 d'empreses de construcció, 3 d'empreses de comerç i reparació d'automòbils, 7 d'empreses de transport, 1 d'una empresa d'informació i comunicació, 1 d'una empresa immobiliària, 1 d'una empresa de serveis i 1 d'una empresa classificada com a «altres activitats de serveis».
Dels 5 establiments de servei als particulars que hi havia el 2009, 1 era una oficina de correu, 3 paletes i 1 guixaire pintor.
L'any 2000 a Saint-Saviol hi havia 11 explotacions agrícoles que ocupaven un total de 540 hectàrees.

## Equipaments sanitaris i escolars
El 2009 hi havia una escola elemental integrada dins d'un grup escolar amb les comunes properes formant una escola dispersa.

## Poblacions més properes
El següent diagrama mostra les poblacions més properes.